# Chelmsford City FC
Chelmsford City FC är en engelsk fotbollsklubb i Chelmsford i Essex, grundad 1938. Hemmamatcherna spelas på Melbourne Stadium. Smeknamnet är The Clarets.
Klubbens lokalkonkurrenter är Braintree Town, Thurrock och Grays Athletic.

## Historia
1878 bildades den första fotbollsklubben i Chelmsford. Klubben, som var en amatörklubb, spelade från 1922 tills den lades ned 1938 sina matcher på New Writtle Street Ground. Omedelbart efter det att amatörklubben lagt ned sin verksamhet bildades en professionell klubb, Chelmsford City, som tog över planen. Klubben valdes in i Southern Football League samma år som den bildades (1938) och spelade sedan i ligan ända till 2004. I samband med att The Football Association genomförde en omfattande omstrukturering av National League System (NLS) flyttades Chelmsford City till Isthmian League inför säsongen 2004/05.
Efter fyra säsonger i Isthmian League Premier Division vann man säsongen 2007/08 titeln och avancerade därmed upp till Conference South.

## Hemmaarena
Klubben spelade på New Writtle Street Ground fram till 1997, då man blev utan hemmaarena och tvingades att dela arena med Maldon Town till att börja med, och sedan med Billericay Town, innan man i januari 2006 kunde flytta tillbaka till Chelmsford och sin nya hemmaarena Melbourne Stadium.
Den första matchen som spelades på Melbourne Stadium var mot Billericay Town som klubben nyss hade delat arena med. Matchen spelades inför 2 998 åskådare och Chelmsford vann med 2–1.

## Kända spelare
- Jimmy Greaves
- John Devine
- Nigel Spink
- Jack Palethorpe
- Tes Bramble

## Meriter
- Isthmian League Premier Division: 2007/08
- Southern Football League: 1945/46, 1967/68, 1971/72
- Southern Football League Southern Division: 1988/89
- Southern Football League League Cup: 1945/46, 1959/60, 1990/91
- Essex Senior Cup: 1985/86, 1988/89, 1992/93, 2002/03
- Non-League Champions Cup: 1971/72
- Eastern Floodlight Cup: 1966/67, 1974/75, 1977/78, 1981/82, 1982/83, 1986/87
- Essex Professional Cup: 1957/58, 1969/70, 1970/71, 1973/74, 1974/75